# Crivello (Einheit)
Crivello war ein griechisches Volumen- und Getreidemaß auf der Insel Santa Maura.
- 1 Crivello = 1/8 Cado = 4,59652 Metzen (preuss.) = 7,61875 Liter
  - 1 Cado = 8 Crivelli = 3074,7 Pariser Kubikzoll = 60 19/20 Liter